# Greifenstein (Hessen)

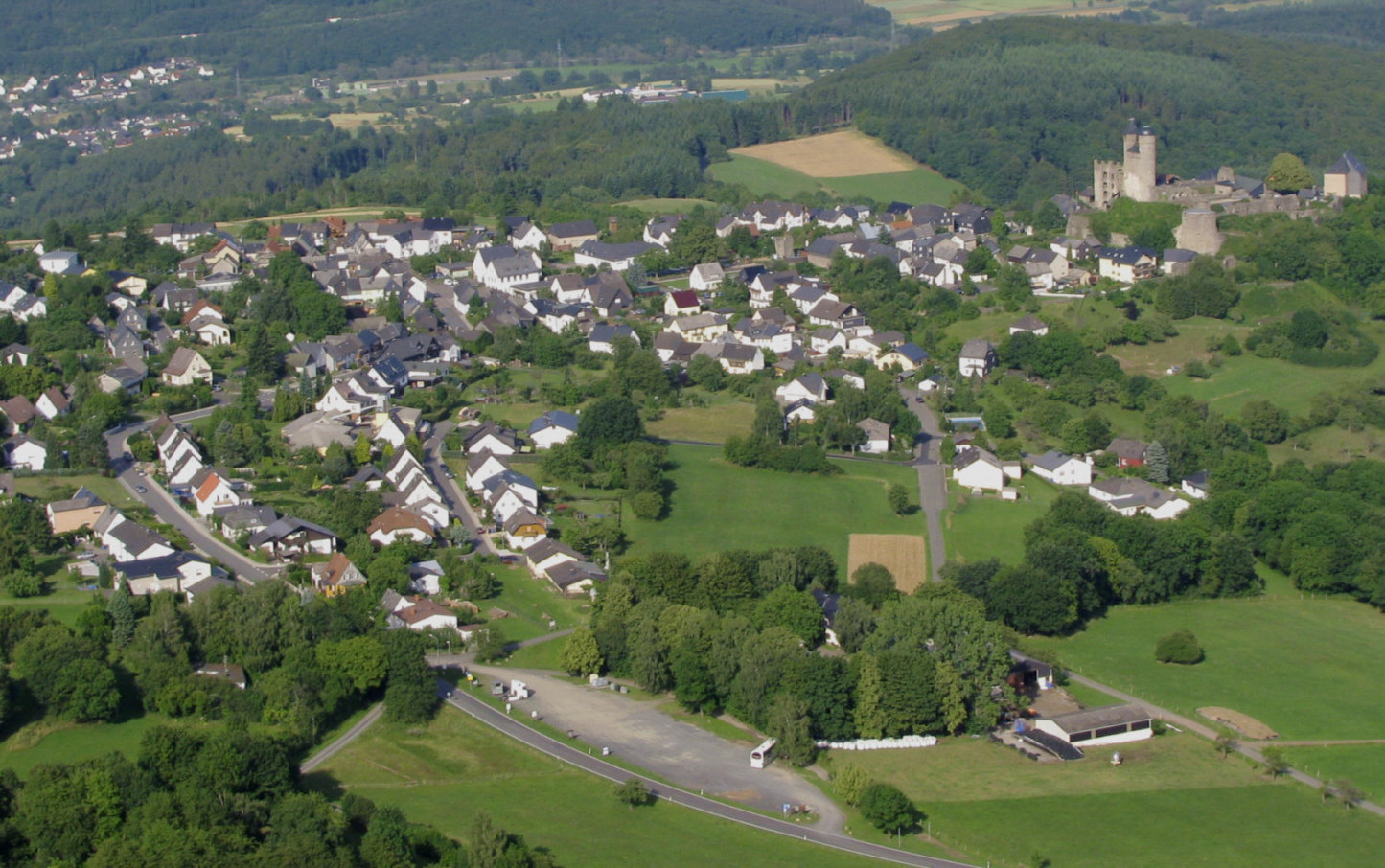
Greifenstein (mitsamt Burg)

Greifenstein ist eine Gemeinde im mittelhessischen Lahn-Dill-Kreis. Greifenstein mit seinen zehn Ortsteilen umfasst 67,42 km² am östlichen Abhang des Westerwaldes. Ihren Namen hat sie von der dominanten Burgruine im gleichnamigen Ortsteil. Der Sitz der Gemeindeverwaltung ist im Ortsteil Beilstein.

## Geographie
Greifenstein erstreckt sich von ca. 170 m über NN bei Allendorf, wo der Ulmbach in die Gemarkung der Stadt Leun fließt, bis zu 605 m über NN am Knoten nahe dem Ortsteil Arborn. Das Gebiet ist sehr unterschiedlich geprägt, von teilweise Ebenen auf den Höhen bis hin zu steilen Steigungen.
Mit 51,13 % Waldfläche hat die Gemeinde Greifenstein den größten Waldanteil der hessischen Gemeinden. Daraus resultieren hohe Einnahmen aus der Forstwirtschaft für den kommunalen Haushalt. Es überwiegen Mischwälder, es gibt aber auch reine Distrikte mit Nadelbäumen.
Entwässert wird Greifenstein über den Kallenbach und den Ulmbach. Beide werden durch einige Nebenzuflüsse aus den Wäldern gespeist, bevor sie in die Lahn münden.
Das Gemeindegebiet ist reich an Bodenschätzen, vor allem Basalt und Ton. Früher wurde auch Eisenerz gefördert.

### Nachbargemeinden
Greifenstein grenzt im Nordwesten an die Gemeinde Driedorf, im Norden an die Stadt Herborn und die Gemeinde Sinn, im Osten an die Gemeinde Ehringshausen, im Süden an die Stadt Leun (alle im Lahn-Dill-Kreis) und die Gemeinde Löhnberg sowie im Südwesten an die Gemeinde Mengerskirchen (beide im Landkreis Limburg-Weilburg).

### Gliederung
Tabelle der Ortsteile der Gemeinde mit Einwohnerzahl und Fläche. Stand 31. Dezember 2017
| Ortsteile    | Einwohner | Fläche km² |
| ------------ | --------- | ---------- |
| Allendorf    | 1237      | 7,80       |
| Arborn       | 602       | 5,46       |
| Beilstein    | 1463      | 10,24      |
| Greifenstein | 563       | 9,79       |
| Holzhausen   | 803       | 6,55       |
| Nenderoth    | 404       | 6,02       |
| Odersberg    | 253       | 3,84       |
| Rodenberg    | 216       | 2,52       |
| Rodenroth    | 389       | 6,61       |
| Ulm          | 627       | 8,59       |
| Gesamt       | 6557      | 67,43      |

## Geschichte

### Historische Namensformen
In erhaltenen Urkunden wurde Greifenstein unter den folgenden Ortsnamen erwähnt (in Klammern das Jahr der Erwähnung):
- Griffenstein, de (1158) [Der Beleg dieses Meribodo von Greifenstein in: RI IV, 2, Nr. 531 ist vermutlich nicht auf dieses Greifenstein zu beziehen]
- Griffenstein, de (1237) [Urkundenbuch der Stadt Wetzlar 1, S. 8 Nr. 24]
- Griffinstein, de (1255) [Urkundenbuch der Stadt Wetzlar 1, S. 23–24 Nr. 70 und 74]

### Ortsgeschichte
Die erste gesicherte urkundliche Erwähnung der Burg Greifenstein stammt aus dem Jahr 1237. Im Jahre 1322 erteilte König Ludwig IV. die Erlaubnis an Graf Gottfried von Sayn zur Errichtung einer befestigten Stadt unterhalb der Burg mit Frankfurter Stadtrecht, die Stadtrechtsverleihung an Greifenstein blieb allerdings ohne Folgen. Die Burg Greifenstein war namensgebend für die Gemeinde, die 1977 im Zuge der Gebietsreform in Hessen gegründet wurde.
Hessische Gebietsreform (1970–1977)
Im Zuge der Gebietsreform in Hessen schlossen sich zum 1. Februar 1971 die bisher eigenständigen Gemeinden Allendorf, Holzhausen und Ulm auf freiwilliger Basis zur neuen Großgemeinde Ulmtal zusammen.
Am 31. Dezember 1971 wurde die bis dahin selbstständige Gemeinde Rodenroth und am 1. Juli 1972 Rodenberg ebenfalls freiwillig in die Nachbargemeinde Beilstein eingegliedert.
Die heutige Großgemeinde Greifenstein entstand durch das Gesetz zur Neugliederung des Dillkreises, der Landkreise Gießen und Wetzlar und der Stadt Gießen am 1. Januar 1977 durch Zusammenschluss der bisherigen Gemeinden Greifenstein und Ulmtal aus dem Landkreis Wetzlar sowie Arborn, Beilstein, Nenderoth und Odersberg aus dem Dillkreis. Für alle ehemals eigenständigen Gemeinden von Greifenstein wurden Ortsbezirk mit Ortsbeirat und Ortsvorsteher nach der Hessischen Gemeindeordnung gebildet. Sitz der Gemeindeverwaltung wurde der Ortsteil Beilstein.

### Verwaltungsgeschichte im Überblick
Die folgende Liste zeigt die Staaten und Verwaltungseinheiten, denen Greifenstein angehört(e):
- vor 1806: Heiliges Römisches Reich, Fürstentum Solms-Braunfels, Anteil der Grafschaft Solms, Amt Greifenstein
- ab 1806: Herzogtum Nassau,[Anm. 2] Amt Greifenstein
- ab 1816: Königreich Preußen,[Anm. 3] Provinz Großherzogtum Niederrhein, Regierungsbezirk Koblenz, Kreis Braunfels[12][Anm. 4]
- ab 1822: Königreich Preußen, Rheinprovinz, Regierungsbezirk Koblenz, Kreis Wetzlar
- ab 1866: Norddeutscher Bund[Anm. 5], Königreich Preußen, Rheinprovinz, Regierungsbezirk Koblenz, Kreis Wetzlar
- ab 1871: Deutsches Reich, Königreich Preußen, Rheinprovinz, Regierungsbezirk Koblenz, Kreis Wetzlar
- ab 1918: Deutsches Reich (Weimarer Republik), Freistaat Preußen, Rheinprovinz, Regierungsbezirk Koblenz, Kreis Wetzlar
- ab 1932: Deutsches Reich, Freistaat Preußen, Provinz Hessen-Nassau, Regierungsbezirk Wiesbaden, Kreis Wetzlar
- ab 1944: Deutsches Reich, Freistaat Preußen, Provinz Nassau, Landkreis Wetzlar
- ab 1945: Amerikanische Besatzungszone,[Anm. 6] Groß-Hessen, Regierungsbezirk Wiesbaden, Landkreis Wetzlar
- ab 1946: Amerikanische Besatzungszone, Hessen, Regierungsbezirk Wiesbaden, Landkreis Wetzlar
- ab 1949: Bundesrepublik Deutschland, Hessen, Regierungsbezirk Wiesbaden, Landkreis Wetzlar
- ab 1968: Bundesrepublik Deutschland, Hessen, Regierungsbezirk Darmstadt, Landkreis Wetzlar
- ab 1977: Bundesrepublik Deutschland, Hessen, Regierungsbezirk Darmstadt, Lahn-Dill-Kreis
- ab 1981: Bundesrepublik Deutschland, Hessen, Regierungsbezirk Gießen, Lahn-Dill-Kreis

### Bevölkerung
Einwohnerstruktur 2011
Nach den Erhebungen des Zensus 2011 lebten am Stichtag, dem 9. Mai 2011, in Greifenstein 6855 Einwohner. Darunter waren 216 (3,2 %) Ausländer, von denen 109 aus dem EU-Ausland, 75 aus anderen europäischen Ländern und 29 aus anderen Staaten kamen. Nach dem Lebensalter waren 1101 Einwohner unter 18 Jahren, 2739 waren zwischen 18 und 49, 1542 zwischen 50 und 64 und 1473 Einwohner waren älter. Die Einwohner lebten in 2874 Haushalten. Davon waren 735 Singlehaushalte, 885 Paare ohne Kinder und 954 Paare mit Kindern, sowie 261 Alleinerziehende und 42 Wohngemeinschaften. In 621 Haushalten lebten ausschließlich Senioren und in 1824 Haushaltungen leben keine Senioren.
Einwohnerentwicklung
| Greifenstein: Einwohnerzahlen von 1834 bis 2020 | Greifenstein: Einwohnerzahlen von 1834 bis 2020 | Greifenstein: Einwohnerzahlen von 1834 bis 2020 | Greifenstein: Einwohnerzahlen von 1834 bis 2020 | Greifenstein: Einwohnerzahlen von 1834 bis 2020 |
| --- | ----------------------------------------------- | ----------------------------------------------- | ----------------------------------------------- | ----------------------------------------------- |
| Jahr |                                                 |                                                 |                                                 | Einwohner                                       |
| 1834 | 1834                                            |                                                 | 527                                             | 527                                             |
| 1840 | 1840                                            |                                                 | 581                                             | 581                                             |
| 1846 | 1846                                            |                                                 | 586                                             | 586                                             |
| 1852 | 1852                                            |                                                 | 556                                             | 556                                             |
| 1858 | 1858                                            |                                                 | 535                                             | 535                                             |
| 1864 | 1864                                            |                                                 | 520                                             | 520                                             |
| 1871 | 1871                                            |                                                 | 476                                             | 476                                             |
| 1875 | 1875                                            |                                                 | 504                                             | 504                                             |
| 1885 | 1885                                            |                                                 | 463                                             | 463                                             |
| 1895 | 1895                                            |                                                 | 512                                             | 512                                             |
| 1905 | 1905                                            |                                                 | 568                                             | 568                                             |
| 1910 | 1910                                            |                                                 | 584                                             | 584                                             |
| 1925 | 1925                                            |                                                 | 647                                             | 647                                             |
| 1939 | 1939                                            |                                                 | 620                                             | 620                                             |
| 1946 | 1946                                            |                                                 | 839                                             | 839                                             |
| 1950 | 1950                                            |                                                 | 792                                             | 792                                             |
| 1956 | 1956                                            |                                                 | 745                                             | 745                                             |
| 1961 | 1961                                            |                                                 | 725                                             | 725                                             |
| 1967 | 1967                                            |                                                 | 930                                             | 930                                             |
| 1970 | 1970                                            |                                                 | 745                                             | 745                                             |
| 1972 | 1972                                            |                                                 | 795                                             | 795                                             |
| 1975 | 1975                                            |                                                 | 6.615                                           | 6.615                                           |
| 1980 | 1980                                            |                                                 | 6.602                                           | 6.602                                           |
| 1985 | 1985                                            |                                                 | 6.617                                           | 6.617                                           |
| 1990 | 1990                                            |                                                 | 7.247                                           | 7.247                                           |
| 1995 | 1995                                            |                                                 | 7.586                                           | 7.586                                           |
| 2000 | 2000                                            |                                                 | 7.434                                           | 7.434                                           |
| 2005 | 2005                                            |                                                 | 7.434                                           | 7.434                                           |
| 2010 | 2010                                            |                                                 | 6.986                                           | 6.986                                           |
| 2011 | 2011                                            |                                                 | 6.855                                           | 6.855                                           |
| 2015 | 2015                                            |                                                 | 6.866                                           | 6.866                                           |
| 2020 | 2020                                            |                                                 | 6.524                                           | 6.524                                           |
| Datenquelle: Historisches Gemeindeverzeichnis für Hessen: Die Bevölkerung der Gemeinden 1834 bis 1967. Wiesbaden: Hessisches Statistisches Landesamt, 1968. Weitere Quellen: LAGIS; 1972:; Hessisches Statistisches Informationssystem; Zensus 2011 Ab 1975 einschließlich der im Zuge der Gebietsreform in Hessen eingegliederten Orte. |                                                 |                                                 |                                                 |                                                 |

Vom Landesrechnungshof Hessen wurde für die Gemeinde Greifenstein im Oktober 2010 ein Bevölkerungsrückgang von 2377 Einwohnern bis 2050 errechnet.
Religionszugehörigkeit
| • 1834: | 510 evangelische, 6 katholische Einwohner und 11 Mennoniten                                     |
| • 1961: | 604 evangelische (= 83,31 %) und 115 (= 15,86 %) katholische Einwohner                          |
| • 1987: | 5356 evangelische (= 79,87 %), 773 katholische (= 10,93 %), 577 sonstige (= 8,60 %) Einwohner   |
| • 2011: | 4609 evangelische (= 67,23 %), 830 katholische (= 12,11 %), 1416 sonstige (= 20,66 %) Einwohner |

## Politik

### Gemeindevertretung
Die Kommunalwahl am 14. März 2021 lieferte folgendes Ergebnis, in Vergleich gesetzt zu früheren Kommunalwahlen:
| Sitzverteilung in der Gemeindevertretung 2021Insgesamt 31 Sitze - SPD: 10 - ULfG: 4 - FDP: 2 - FWG: 4 - CDU: 8 - AfD: 3 | Parteien und Wählergemeinschaften | Parteien und Wählergemeinschaften           | 2021  | 2021  | 2016  | 2016  | 2011  | 2011  | 2006  | 2006  | 2001  | 2001  |
| Sitzverteilung in der Gemeindevertretung 2021Insgesamt 31 Sitze - SPD: 10 - ULfG: 4 - FDP: 2 - FWG: 4 - CDU: 8 - AfD: 3 | Parteien und Wählergemeinschaften | Parteien und Wählergemeinschaften           | %     | Sitze | %     | Sitze | %     | Sitze | %     | Sitze | %     | Sitze |
| Sitzverteilung in der Gemeindevertretung 2021Insgesamt 31 Sitze - SPD: 10 - ULfG: 4 - FDP: 2 - FWG: 4 - CDU: 8 - AfD: 3 | SPD                               | Sozialdemokratische Partei Deutschlands     | 33,7  | 10    | 35,5  | 11    | 44,6  | 14    | 44,4  | 14    | 42,9  | 13    |
| Sitzverteilung in der Gemeindevertretung 2021Insgesamt 31 Sitze - SPD: 10 - ULfG: 4 - FDP: 2 - FWG: 4 - CDU: 8 - AfD: 3 | CDU                               | Christlich Demokratische Union Deutschlands | 25,9  | 8     | 22,9  | 7     | 34,8  | 11    | 35,2  | 11    | 33,1  | 10    |
| Sitzverteilung in der Gemeindevertretung 2021Insgesamt 31 Sitze - SPD: 10 - ULfG: 4 - FDP: 2 - FWG: 4 - CDU: 8 - AfD: 3 | ULfG                              | Unabhängige Liste für Greifenstein          | 13,0  | 4     | 21,1  | 6     | –     | –     | –     | –     | –     | –     |
| Sitzverteilung in der Gemeindevertretung 2021Insgesamt 31 Sitze - SPD: 10 - ULfG: 4 - FDP: 2 - FWG: 4 - CDU: 8 - AfD: 3 | FWG                               | Freie Wählergemeinschaft                    | 11,4  | 4     | 11,5  | 4     | 11,3  | 3     | 9,5   | 3     | 10,3  | 3     |
| Sitzverteilung in der Gemeindevertretung 2021Insgesamt 31 Sitze - SPD: 10 - ULfG: 4 - FDP: 2 - FWG: 4 - CDU: 8 - AfD: 3 | AfD                               | Alternative für Deutschland                 | 8,2   | 3     | –     | –     | –     | –     | –     | –     | –     | –     |
| Sitzverteilung in der Gemeindevertretung 2021Insgesamt 31 Sitze - SPD: 10 - ULfG: 4 - FDP: 2 - FWG: 4 - CDU: 8 - AfD: 3 | FDP                               | Freie Demokratische Partei                  | 7,8   | 2     | 9,0   | 3     | 9,3   | 3     | 10,9  | 3     | 8,6   | 3     |
| Sitzverteilung in der Gemeindevertretung 2021Insgesamt 31 Sitze - SPD: 10 - ULfG: 4 - FDP: 2 - FWG: 4 - CDU: 8 - AfD: 3 | Grüne                             | Bündnis 90/Die Grünen                       | –     | –     | –     | –     | –     | –     | –     | –     | 5,1   | 2     |
| Sitzverteilung in der Gemeindevertretung 2021Insgesamt 31 Sitze - SPD: 10 - ULfG: 4 - FDP: 2 - FWG: 4 - CDU: 8 - AfD: 3 | Gesamt                            | Gesamt                                      | 100,0 | 31    | 100,0 | 31    | 100,0 | 31    | 100,0 | 31    | 100,0 | 31    |
| Sitzverteilung in der Gemeindevertretung 2021Insgesamt 31 Sitze - SPD: 10 - ULfG: 4 - FDP: 2 - FWG: 4 - CDU: 8 - AfD: 3 | Wahlbeteiligung in %              | Wahlbeteiligung in %                        | 53,4  | 53,4  | 55,3  | 55,3  | 48,3  | 48,3  | 60,8  | 60,8  | 51,7  | 51,7  |

Erster Beigeordneter ist Fred Schaffarz, Mitglied der SPD-Fraktion. In neun von zehn Ortsteilen gibt es Ortsbeiräte.

### Bürgermeister
Nach der hessischen Kommunalverfassung wird der Bürgermeister für eine sechsjährige Amtszeit gewählt, seit dem Jahr 1993 in einer Direktwahl, und ist Vorsitzender des Gemeindevorstands, dem in der Gemeinde Greifenstein neben dem Bürgermeister ehrenamtlich ein Erster Beigeordneter und sieben weitere Beigeordnete angehören. Bürgermeisterin ist seit dem 1. Oktober 2018 die parteiunabhängige Marion Sander. Sie wurde als Nachfolgerin von Martin Kröckel, der nach zwei Amtszeiten nicht wieder kandidiert hatte, am 27. Mai 2018 im ersten Wahlgang bei 63,01 Prozent Wahlbeteiligung mit 52,86 Prozent der Stimmen gewählt. Es folgte eine Wiederwahl ohne Gegenkandidaten im Juni 2024.
Amtszeiten der Bürgermeister
- 2018–2030 Marion Sander[26]
- 2006–2018 Martin Kröckel
- 1994–2006 Bernd Schulze (SPD) (1943–2022)[29]

### Ortsbeirat
Für den Ortsteil Greifenstein gibt es einen fünfköpfigen Ortsbeirat mit Ortsvorsteher. Nach den Kommunalwahlen in Hessen 2021 ist Torsten Kunz Ortsvorsteher.

### Gemeindepartnerschaft
Seit 1980 besteht eine Gemeindepartnerschaft mit Sankt Andrä-Wördern in Österreich.

## Kultur und Sehenswürdigkeiten

### Regelmäßige Veranstaltungen
Verschiedene Märkte finden auf der Burg Greifenstein zu Ostern und Weihnachten statt. Auch ein Mittelaltermarkt hat sich auf der Burg etabliert, ebenso das „Celtic Rock Festival“ mit überwiegend deutschen Rockbands. Öffentliche Theateraufführungen, Weinfeste, geführte Wanderungen sowie das IVV-Wandern in Allendorf und Beilstein gehören zum kulturellen Angebot in der Gemeinde. Ausrichter fast aller Veranstaltungen sind die Ortsvereine.

## Wirtschaft und Infrastruktur

### Öffentliche Einrichtungen
Das Rathaus der Gemeinde Greifenstein und der gemeindliche Bauhof befinden sich in Beilstein. Das Standesamt unterhält auf der Burg Greifenstein ein Trauzimmer. Die Gemeinde unterhält als Dienstherr insgesamt zehn Freiwillige Feuerwehren mit einem Fuhrpark von 20 Fahrzeugen, die für den abwehrenden Brandschutz und die allgemeine Hilfe sorgen. Insgesamt bestehen elf gemeindeeigene Friedhöfe, auf denen sowohl christliche als auch islamische Bestattungen durchgeführt werden. Zudem gibt es in Beilstein, direkt am Ulmbach, einen historischen jüdischen Friedhof.

### Verkehr

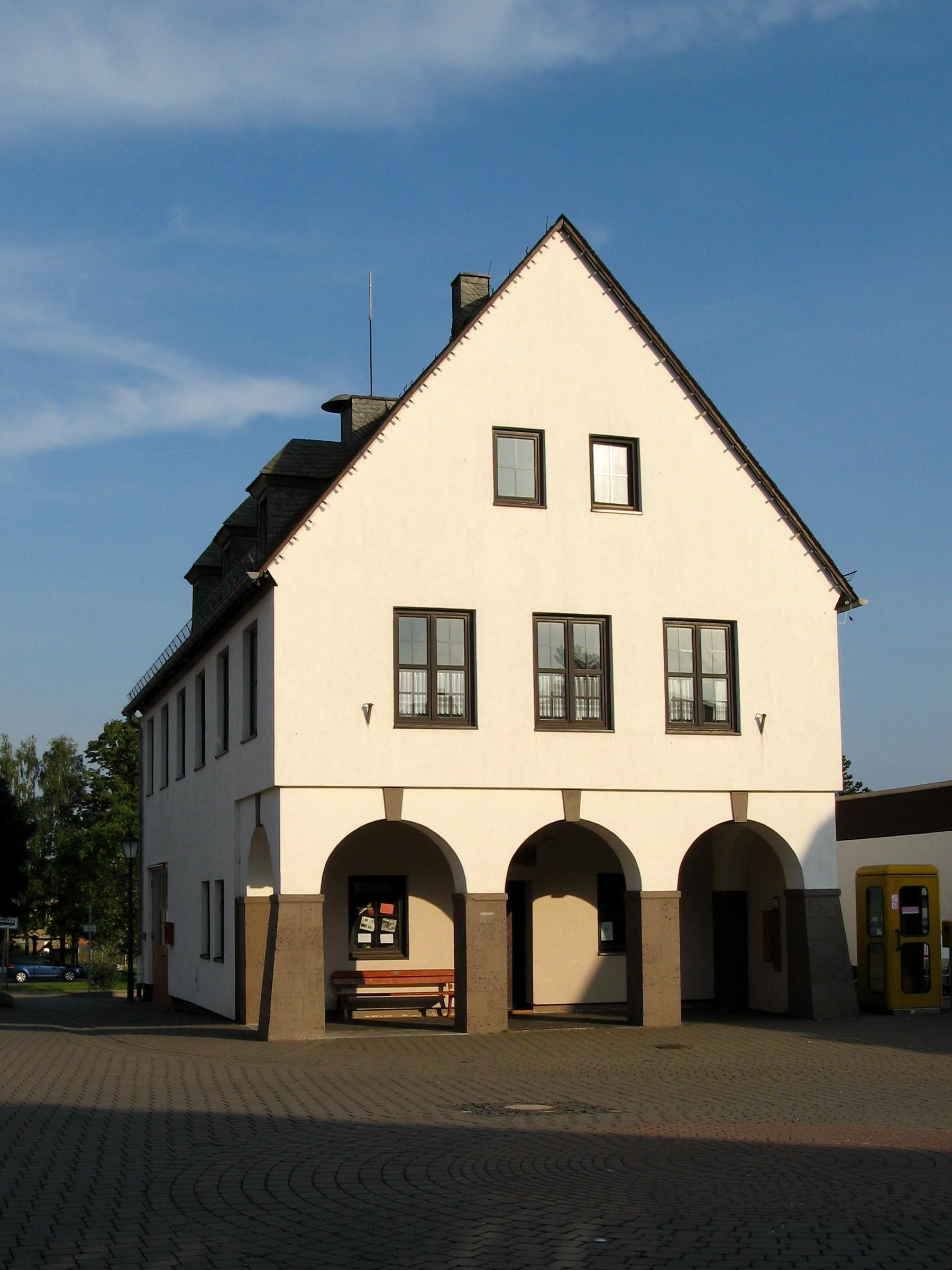
Das Backhaus in Greifenstein, bis 2019 auch Sitz der Freiwilligen Feuerwehr

Die Gemeinde liegt im Städtedreieck von Wetzlar, Weilburg und Herborn. Die Autobahnanschlussstellen Ehringshausen, Wetzlar-Ost und Herborn-Süd an der A 45 können innerhalb von 10 bis 20 Minuten erreicht werden, ebenso die Bundesstraße 49.
Das Gemeindegebiet durchziehen mehrere Landes- und Kreisstraßen. In einigen Orten wird der Verkehr über Ortsumgehungen um die Ortskerne herumgeführt, so zum Beispiel in Holzhausen und Beilstein.
Alle Ortsteile sind an den Busverkehr angebunden.
Ab 1922 führte die Ulmtalbahn von der Lahntalbahn über die Leuner Ortsteile Stockhausen, Biskirchen und Bissenberg sowie die Greifensteiner Ortsteile Allendorf, Ulm und Holzhausen nach Beilstein. Ursprünglich sollte diese Strecke bis Driedorf gebaut werden, um dort auf die Westerwaldquerbahn zu treffen. 1976 wurde der Personenverkehr, 1987 der Güterverkehr und 1988 die Gesamtstrecke stillgelegt. Anschließend begann der Rückbau der Gleise.
Seit Beginn der 1970er Jahre befindet sich im Ortsteil Allendorf eine Mehrzweckhalle für bis zu 600 Personen. Im Ortsteil Beilstein steht eine Sporthalle zur Verfügung; auch besitzt jeder Ortsteil ein Dorfgemeinschaftshaus. Ferner gibt es viele Sportstätten wie Fußball- und Tennisplätze, Reithallen und öffentliche Kinderspielplätze.
Öffentlicher Personennahverkehr
Mehrere Buslinien, welche von der Verkehrsgesellschaft Lahn-Dill-Weil (VLDW) organisiert und beauftragt werden, beginnen bzw. enden in der Gemeinde, insgesamt 22 Bushaltestellen werden bedient.
Neben dem Schülerverkehr zu den beiden Grundschulen in Allendorf und Beilstein werden auch die weiterführenden Schulen in Driedorf, Ehringshausen, Herborn und Wetzlar mit dem Bus an Schultagen angefahren. Während die Linien, welche die Ortsteile im ehemaligen Dillkreis bedienen, über Beilstein nach Herborn fahren, richten sich die Linien im Altkreis Wetzlar auf Solms, Ehringshausen und Wetzlar aus. Zwar besteht in Greifenstein selbst kein Bahnanschluss mehr, jedoch werden Anschlüsse an Züge der Lahntalbahn und der Dillstrecke sichergestellt.
Aktuell (Juli 2019) verkehren folgende Buslinien durch das Gemeindegebiet, Ortsteile sind markiert.
| Nummer  | Linienweg | Bemerkung |
| 120/125 | Beilstein → Holzhausen → Ulm → Allendorf → Leun → Solms → Wetzlar                                                                        | - in Leun-Stockhausen Anschluss an die Lahntalbahn - Betrieben von Kraftverkehr Keller GmbH & Co. KG                                             |
| 204     | Allendorf → Ulm → Holzhausen → Katzenfurt → Ehringshausen                                                                                | - in Ehringshausen-Katzenfurt Anschluss an die Dillstrecke - Betrieben von Kraftverkehr Keller GmbH & Co. KG                                     |
| 205     | Greifenstein → Katzenfurt → Ehringshausen                                                                                                | - Nur Schülerverkehr - Betrieben von Kraftverkehr Keller GmbH & Co. KG                                                                           |
| 206     | Rodenroth → Beilstein → Greifenstein → Katzenfurt                                                                                        | - Nur Schülerverkehr - in Ehringshausen-Katzenfurt Anschluss an die Dillstrecke - Betrieben von Bender-Reisen GmbH & Co. KG                      |
| 530     | Mengerskirchen/Allendorf → Arborn → Nenderoth → Odersberg → Driedorf → Rodenberg → Rodenroth → Beilstein → Greifenstein → Sinn → Herborn | - In Sinn und Herborn Anschluss an die Dillstrecke - Von/Bis Allendorf als Rufbus - Betrieben von Bender-Reisen GmbH & Co. KG                    |
| LM-12   | Beilstein → Odersberg → Nenderoth → Arborn → Mengerskirchen → Fussingen → Limburg                                                        | - In Limburg Anschluss an die Lahntalbahn, Unterwesterwaldbahn, Oberwesterwaldbahn und die Main-Lahn-Bahn - Betrieben von Medenbach Traffic GmbH |

Radwegenetz
Hessischer Radfernweg R8 führt auf einer Länge von lediglich 170 Metern über das Gemeindegebiet im Ortsteil Arborn. Von hier, am Windpark Knoten, zweigt der Ulmtalradweg ab, welcher ab Beilstein bis Biskirchen, wo er auf den Hessischer Radfernweg R7 mündet, auf der ehemaligen Trasse der Ulmtalbahn führt. Ebenfalls vom R8 zweigt der Kallenbachradweg ab, welcher entlang des Kallenbach (Lahn) durch die Ortsteile Arborn und Nenderoth bis zur Lahn bei Löhnberg führt.
Weitere Radstrecken sind nicht explizit als Radweg ausgewiesen, aber mit entsprechenden Wegweisern und Wegführungen versehen.

### Wirtschaftsstruktur
Im Wald zwischen den Ortsteilen Greifenstein und Holzhausen gelegen, befindet sich seit 1901 die Pneumologische Klinik Waldhof Elgershausen. Heute ist diese ein Akutkrankenhaus, das in der Arbeitsgemeinschaft mit dem Universitätsklinikum Gießen und Marburg Patienten mit Erkrankungen der Atmungsorgane betreut. Bekanntheit hat die Klinik durch das Wirken von Harald Morr erlangt, der nach über 30-jähriger Tätigkeit als Direktor am 1. Juni 2009 in den Ruhestand ging. Im Ortsteil Holzhausen befindet sich eine Rettungswache des DRK.
In der Gemeinde sind in den 135 ansässigen Betrieben ca. 1120 sozialversicherungspflichtige Arbeitsplätze vorhanden, weitere etwa 350 Arbeitsplätze auf Minijobbasis.
Rund die Hälfte Arbeitnehmer ist im produzierenden Gewerbe tätig, hauptsächlich in der Metall- und Holzverarbeitung. Auch der Abbau von Ton und Basalt ist noch prägend für die Region. Die Förderung von Ton und Erz unter Tage wurde bereits Mitte des letzten Jahrhunderts eingestellt.
Viele kleine und mittelständische Betriebe haben sich in den zehn Ortsteilen angesiedelt. In Allendorf, Arbon und Holzhausen sind derzeit Gewerbe- und Industriegebiete ausgewiesen. Täglich pendeln 659 Menschen von außerhalb nach Greifenstein zur Arbeit, 1982 Greifensteiner haben ihre Arbeitsstelle außerhalb. Ein Supermarkt stellt die Nahversorgung sicher. Zudem gibt es einige Bäckereifilialen.

### Energiepolitik
Bereits in den 90er Jahren wurde bei Rodenroth eine der ersten Windkraftanlagen der Region errichtet.
Ab 2013 wurde bei Arborn der Windpark Knoten gebaut. Hier stehen auf dem Gemeindegebiet drei Windkraftanlagen mit einer Nabenhöhe von 135,4 m. Eine weitere Anlage des Windparks Knoten steht auf dem Gebiet der Gemeinde Driedorf. Die gesamte Anlage war 2013 fertiggestellt. Eine Besonderheit des Windparks ist, dass im Auftrag der Gemeinde und des Investors das Projekt von Studenten der Fachhochschule Frankfurt am Main begleitet wurde.
Weitere Windkraftanlagen auf dem Greifensteiner Gebiet sind 2023 in der Planung.
Im Ortsteil Allendorf wurde 2015 ein Solarpark fertiggestellt, der Energie für über 450 Haushalte liefert.

### Medien
In Greifenstein erscheinen drei Tageszeitungen. In den Orten des ehemaligen Dillkreises erscheinen das Herborner Tageblatt und die Dill-Zeitung. In den Orten des Altkreises Wetzlar die Wetzlarer Neue Zeitung (WNZ). WNZ und Herborner Tageblatt stammen aus dem Verlagshaus der Zeitungsgruppe Lahn-Dill in Wetzlar. Zudem erscheinen wöchentlich donnerstags als amtliches Mitteilungsblatt die Greifensteiner Nachrichten, die zudem auch Informationen aus dem Vereinsleben beinhalten.
Durch die Nähe zum Dreiländereck können in Greifenstein auch Hörfunksender aus Rheinland-Pfalz und Nordrhein-Westfalen empfangen werden.

### Erziehung und Bildung
Es gibt drei gemeindeeigene Kindergärten in Allendorf, Beilstein und in Nenderoth, weiterhin zwei Grundschulen in Allendorf und Beilstein.
Zudem finden einzelne Kurse im Bereich der Erwachsenenbildung der Lahn-Dill-Akademie in den Dorfgemeinschaftshäusern einzelner Ortsteile statt. Am Johanneum Gymnasium im benachbarten Herborn können Schüler die allgemeine Hochschulreife erlangen.
Im Mai 2014 eröffnete die Arbeiterwohlfahrt Lahn-Dill in Arborn ein sogenanntes „Kindertagespflege-Nest“. In der angemieteten gemeindeeigenen Wohnung übernehmen bei der AWO festangestellte Tagesmütter die Betreuung von Kindern.

### Tourismus

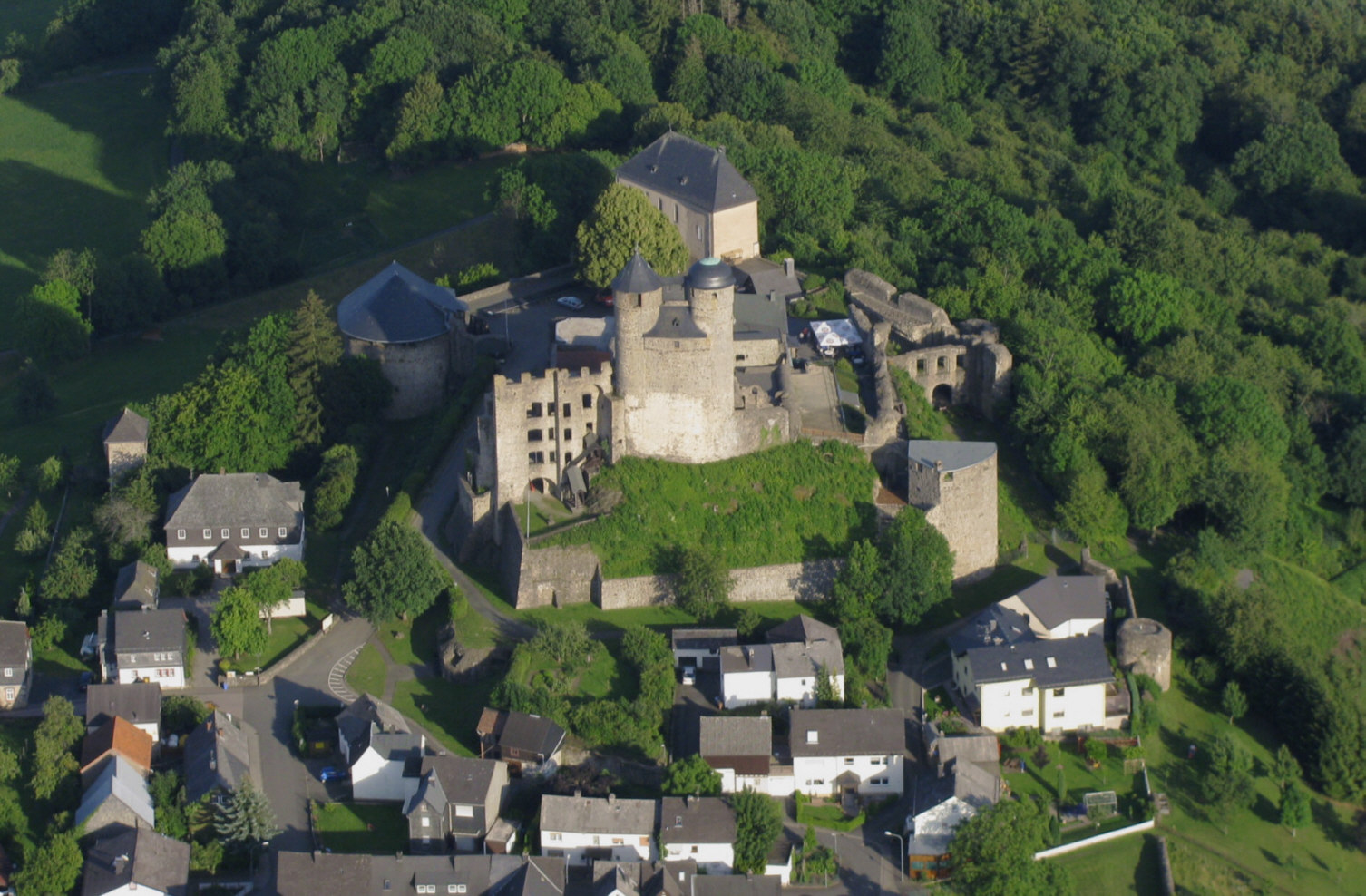
Burg Greifenstein

Auf dem Gemeindegebiet befinden sich die Burg Greifenstein mit dem Deutschen Glockenmuseum und die Ruine der Burg Beilstein im Ortsteil Beilstein.
In vielen Orten gibt es kleine Museen, welche von den ansässigen Vereinen geführt und unterhalten werden und meist die regionale Vergangenheit des Ortes wiedergeben.
Sehenswerte Kirchen sind in Greifenstein, Beilstein, Ulm und in Nenderoth, wo neben dem Gotteshaus auch ein Dorfbrunnen und eine tausendjährige Eiche stehen.
Fast in jedem Ortsteil stehen Fachwerkhäuser verschiedener Bauarten.
Zwischen Nenderoth und Odersberg gibt es einen romantischen Wasserfall.
Greifenstein ist Mitglied des Geopark Westerwald-Lahn-Taunus, in Beilstein ist der BasaltPARKours zu besichtigen.
Anziehungspunkt ist die Ulmbachtalsperre bei Holzhausen mit einem Campingplatz mit 250 Stellplätzen, einer Liegewiese und einem Badebereich. Der ungefähr 2,7 Kilometer lange asphaltierte Fußweg rund um den See wird von Wanderern, Radfahrern, Inlineskatern und Nordicwalkern rege genutzt.
In den Ortsteilen Arborn und Nenderoth befinden sich Freibäder. Skilifte gibt es in Greifenstein und Arborn. Ferienhausgebiete gibt es in Arborn, Rodenroth und Greifenstein.
Seit 2002 besteht in Allendorf das Outdoor-Center-Lahntal, ein naturverbundener Freizeit- und Erlebnispark.
In der Gemeinde stehen rund 100 Kilometer ausgebaute Rad- und Wanderwege zur Verfügung; beteiligt ist die Gemeinde auch am Westerwaldsteig, welcher zwar nicht das Greifensteiner Gebiet durchquert, aber als Sehenswürdigkeit dort beworben wird. Die bekanntesten Wanderwege durch die Gemeinde sind die „Greifensteinschleife“ von Herborn über Greifenstein nach Rehe zum Westerwaldsteig, der „drei Burgen Wanderweg“ von Greifenstein über die Burg Lichtenstein nach Beilstein und der erst 2010 eröffnete, etwa 40 km lange „Ulmtalrundweg“ von Biskirchen durch das Ulmtal bis Beilstein und zurück.
Derzeit befindet sich der Ulmtalradweg in Bau, welcher die Gemeinde an den hessischen Fernradweg R8 im Norden und den hessischen Fernradweg R7 im Süden anbinden soll und somit als eigenständiger Verbindungsradweg gezielt Fahrradwanderer ansprechen soll.
Östlich des Ortsteils Ulm befindet sich auf dem Plateau des waldreichen Kesselberges der Turm des ehemaligen Jagdschlosses Dianaburg.
Auf dem Gemeindegebiet sind einige Geocaches an interessanten und historischen Orten versteckt.

## Persönlichkeiten
- Georg Möller (1777–1860), in Greifenstein geborener Beamter und Politiker, Präsident der nassauischen Landesregierung.
- Ludwig Hatzfeld (1810–1884), in Nenderoth geborener Pfarrer, Dekan und Politiker
- Heinrich Decker (1867–1956), Landwirt und Abgeordneter des Nassauischen Kommunallandtags.
- Erwin Piscator (1893–1966) wurde 1893 in Ulm im damaligen Kreis Wetzlar geboren. Er war einer der bekanntesten deutschen Theaterintendanten und -regisseure seiner Zeit.
- Der Kieferchirurg Josef Koch (1933–2021) lebte in Holzhausen.
- Rolf Krenzer (1936–2007), Kinderbuchautor und Liedtexter, wohnte in seinen letzten Lebensjahren in Greifenstein und starb dort.
- Der Produzent, Komponist, Künstler und christliche Liedermacher Siegfried Fietz (* 1946) lebt und arbeitet in Allendorf.
- Erich Schöndorf (1947–2023), Umweltstrafrechtler, wurde in Greifenstein geboren.